# Stellarangia
Stellarangia is een geslacht van korstmossen behorend tot de familie Teloschistaceae. De typesoort is Stellarangia elegantissima.

## Soorten
Volgens Index Fungorum telt het geslacht drie soorten (peildatum maart 2022):
| Soortnaam                  | Auteur(s)                                      | Publicatiejaar |
| -------------------------- | ---------------------------------------------- | -------------- |
| Stellarangia elegantissima | (Nyl.) Frödén, Arup & Søchting                 | 2013           |
| Stellarangia namibensis    | (Kärnefelt) Frödén, Arup & Søchting            | 2013           |
| Stellarangia testudinea    | (V. Wirth & Kärnefelt) Frödén, Arup & Søchting | 2013           |